# Намакваленд
Намакваленд (на английски: Namaqualand) е обширно плато в югозападната част на Южна Африка, разположено в западната част на държавата Южна Африка и южните райони на Намибия. Простира се на около 600 km между Капските планини на юг и горното течение на река Фиш на север, където постепенно преминава в планинската земя Дамара. На запад стръмно се спуска към пустинята Намиб, а на изток полегато се снишава към равнините на Калахари. Средната надморска височина е от 1000 до 1200 m, а най-висок връх е Карасберг (2202 м). От долината на долното течение на Оранжевата река платото се дели на две части:
- Южен Намакваленд или Малък Намакваленд представлява пенеплен разположен върху кристална основа с най-големите в Южна Африка находища на медни руди, в района на Окип. Климатът е субтропичен, пустинен. Растителността е представена от разредени склерофилни храстови формации и треви.
- В Северен Намакваленд или Намаленд, кристалинната основа е препокрита на изток от древни варовици и кварцити, създаващи структурно стъпаловидно плато. Климатът е тропичен, полупустинен. Растителността е представена на запад от сукулентни пустини с алое, а на изток – от храстови пустини с акации.

Целият район е слабо населен, а местното население се занимава предимно с номадско животновъдство и рудодобив.